# Кортни-Перкинс, Джордан
Джордан Алан Кортни-Перкинс (англ. Jordan Alan Courtney-Perkins; род. 6 ноября 2002, Аделаида) — австралийский футболист, защитник клуба «Сидней».

## Клубная карьера
Кортни-Перкинс — воспитанник клуба «Брисбен Роар». 17 ноября 2019 года в матче против «Мельбурн Сити» он дебютировал в А-Лиге. Летом 2021 года Джордан перешёл в польский «Ракув». 1 августа в матче против «Ягеллонии» он дебютировал в польской Экстраклассе. В начале 2022 года Кортни-Перкинс на правах аренды перешёл в «Варту». 13 февраля в матче против столичной «Легии» он дебютировал за новую команду. Летом того же года Джордан вернулся в «Брисбен Роар» на правах аренды. 29 апреля 2023 года в поединке против «Мельбурн Виктори» он забил свой первый гол за клуб. 
В 2023 году Кортни-Перкинс перешёл в «Сидней». 21 октября в матче против «Мельбурн Виктори» он дебютировал за новую команду.  

## Международная карьера
В 2018 году в составе юношеской сборной Австралии Кортни-Перкинс принял участие в юношеском чемпионате Азии в Малайзии. В 2019 году в составе юношеской сборной Австралии Джордан принял участие в юношеском чемпионате мира в Бразилии. На турнире он сыграл в матчах против команд Эквадора, Венгрии, Нигерии и Франции.
В 2022 году в составе олимпийской сборной Австралии Кортни-Перкинс принял участие в молодёжном чемпионате Азии в Узбекистане. На турнире он сыграл в матчах против команд Ирака, Иордании, Туркменистана, Саудовской Аравии и Японии.